# Mean Woman Blues
〈Mean Woman Blues〉는 클로드 디미트리어스가 작곡한 12마디 블루스 노래다. 엘비스 프레슬리에 의해 1957년 장편영화 《러빙 유》의 사운드트랙에서 처음 녹음되었다. 프레슬리는 네 곡이 수록된 EP 음반의 뒷면에도 곡을 취입했다. 엘비스 프레슬리 버전은 R&B 차트에서 11위까지 도달한다.
노래가 쓰여진 것은 1950년대 중엽이지만, 몇 십년 전부터 같은 주제에 제목이 엇비슷한 노래들이 나오고 있었다. 그 예시로는 지미 로저스의 〈Jimmie's Mean Mama Blues〉, 문 멀리칸의 〈Mean Mama Blues〉, 어티스트 터브의 〈Mean Mama Blues〉가 있다.

## 커버 버전
제리 리 루이스는 선 레코드에서 커버하여 1957년 EP 《The Great Ball of Fire》를 통해 발매했다. 루이스는 1964년 라이브 음반 《Live at the Star Club, Hamburg》에서 더 내슈빌 틴스와 더불어 거듭 커버하게 된다. 영국에서 발표된 그의 히트 싱글 〈Great Balls of Fire〉에서 B면으로 수록된 적도 있다. 제리 리 루이스의 버전은 엘비스가 녹음한 클로드 디미트리어스의 가사와 견주어 크게 다르다. 1963년, 로이 오비슨은 제리 리 루이스 버전의 가사로 녹음했다.
1959년, 클리프 리처드와 더 섀도스는 음반 《Cliff Sings》에 수록하기 위해 스튜디오 음원을 제작했다.
1950년대 로스앤젤레스 출신 로커빌리 아트스트 글렌 글렌은, 1950년대 에라 레코드 전속 뮤지션을 동원해 노래를 커버하여 영국의 에이스 레이블을 통해 음반 〈Everybody's Movin' Again〉 (ACde CD Ch403, scan # 029667140324)에 취입 및 발매하였다.
1963년, 로이 오비슨이 〈Blue Bayou〉와 아울러 45rpm 싱글로서 발표했으며 이 싱글이 빌보드 핫 100에 5위까지 올랐다.
더 스펜서 데이비스 그룹이 스티비 윈우드를 리드 보컬로써 음반 《Autumn '66》에 녹음했다.
제이 앤 아메리칸스가 1969년 음반 《Sands of Time》에 커버 버전을 수록했다.